# Leonidas Pyrgos
Leonidas Pyrgos, grški sabljač, * 1871, † ?.
Sodeloval je na sabljaškem delu poletnih olimpijskih igrah leta 1896.
Osvojil je prvo olimpijsko medaljo (ki je bila hkrati tudi prva zlata olimpijska medalja) za Grčijo na modernih olimpijskih igrah.